# 루이스 델 솔
루이스 델 솔 카스카하레스(스페인어: Luis del Sol Cascajares; 1935년 4월 6일 ~ 2021년 6월 20일)는 스페인의 축구 선수이자 감독이었다.
그는 베티스와 레알 마드리드 소속으로 도합 112번의 라 리가 경기에 출전해 28골을 넣었고, 후자의 구단 소속으로는 5번의 주요 대회 우승을 거두고 발롱도르 후보로도 지명되었었다. 그는 전자의 구단 소속으로 짧은 현역의 말년을 보냈다.
델 솔은 스페인 국가대표팀 일원으로 1960년대에 2차례의 FIFA 월드컵에 참가하기도 했다.

## 클럽 경력

### 베티스와 레알 마드리드
델 솔은 소리아도의 아르코스 데 할론 사람으로, 출생 2달 후에 가족이 안달루시아 주로 이주했다. 그는 자국 무대에서 베티스와 레알 마드리드에서 주로 활약했다. 이 중 전자의 구단에서 1957-58 시즌에 라 리가 승격 주역으로 맹활약했는데, 이 과정에서 1년 반에 걸쳐서 40번의 경기에 출전해 6골을 넣었다.
1960년 4월, 델 솔은 6M ptas의 이적료에 머랭 군단의 일원이 되었고, 마드리드에서의 1년차에 개인 단일 시즌 최다인 17골을 넣었는데, 29번의 출전한 경기에 1분도 빠지지 않고 출전하여 리그 우승을 공헌하고, 같은 해 페냐롤과의 인터콘티넨털컵 경기에도 선발로 출전했다.

### 이탈리아 무대
1962년 여름, 27세의 델 솔은 해외로 건너가 유벤투스의 계약서에 서명하여 세리에 A 역사상 3번째 선수이자 구단 역사상 최초의 스페인 선수로 이름을 남겼다. 그는 1965년에 오마르 시보리가 나폴리로 떠나면서 등번호 10번을 받았는데, 델 솔은 토리노에서의 8년 동안 292번의 경기(세리에 A 228경기, 코파 이탈리아 26경기, 그리고 UEFA 유럽대항전 38경기)에 출전하였고, 29골(세리에 A 20골, 코파 이탈리아 6골, UEFA 유럽대항전 3골)을 기록해 1964-65 시즌 코파 이탈리아 우승과 2년 후의 세리에 A 우승을 도왔다.
1970년, 델 솔은 로마로 이적해 이탈리아 수도 연고 구단 소속으로 2년을 보내면서 57번의 경기에 출전해 4골을 집어넣었으며, 그와 마찬가지로 스페인 국적이었던 호아킨 페이로처럼 구단의 주장 완장을 차기도 했다. 델 솔은 유벤투스와 로마 시절을 합해 이탈리아에서 도합 10년을 보냈다.

### 말년
델 솔은 1972-73 시즌에 베티스로 복귀했다. 소속 구단이 강등되자 38세의 델 솔은 현역 은퇴를 선언하였고, 이후 여러 차례 구단의 감독을 맡았는데, 베티스의 유소년부를 맡기도 했으며, 2000-01 시즌에 13경기 동안 베티스 1군 지휘봉을 잡아 1부 리그 승격을 이룩하기도 했다.

## 국가대표팀 경력

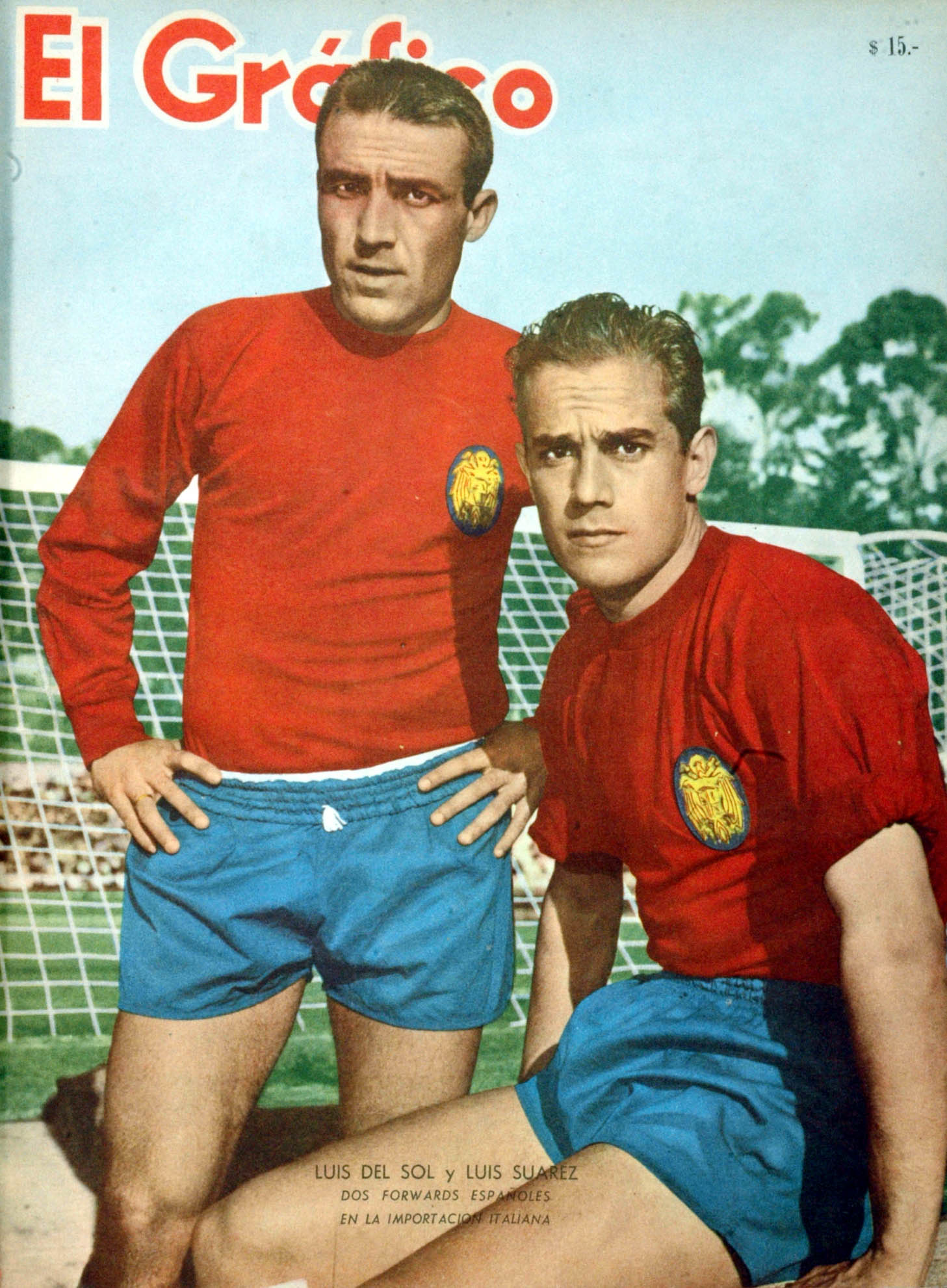
1962년 스페인 국가대표팀의 루이스 델 솔과 루이스 수아레스

델 솔은 스페인 국가대표팀 경기에 16번 출전하여 3골을 기록했다. 그의 첫 국가대표팀 경기는 1960년 5월 15일 산티아고 베르나베우에서 열린 잉글랜드와의 친선경기로, 3-0으로 이겼다.
델 솔은 자국을 대표로 1962년과 1966년 두 차례 FIFA 월드컵에 참가하여 4경기를 뛰었고, 1964년 유러피언 네이션스컵을 우승한 선수단에 이름을 올리기도 했지만, 대회 본선 경기에는 출전하지 않았다.

### 국가대표팀 득점 기록
아래의 점수에서 왼쪽의 점수가 스페인의 점수이다.
| #  | 날짜             | 경기장                          | 상대       | 점수 | 최종결과 | 대회                      |
| -- | ---------------- | ------------------------------- | ---------- | ---- | -------- | ------------------------- |
| 1. | 1960년 10월 26일 | 잉글랜드 런던 웸블리            | 잉글랜드   | 1–1  | 2–4      | 친선경기                  |
| 2. | 1961년 6월 11일  | 스페인 세비야 산체스 피스후안   | 아르헨티나 | 1–0  | 2–0      | 친선경기                  |
| 3. | 1961년 11월 12일 | 모로코 카사블랑카 마르셀 세르당 | 모로코     | 1–0  | 1–0      | 1962년 FIFA 월드컵 예선전 |

## 플레이스타일
완전치 미드필더인 델 솔은 그와 동일한 역할을 하는 선수들 중에서 최상급 1960년대로 평가된다. 물리적으로 강인하며, 역동적이고, 지능적이며, 기술적 소질이 있는 선수로, 그는 빠른 속도, 효율, 끈질김, 그리고, 체력 외에도 상대 선수를 추적하는 능력으로도 알려져 있으며, 상대의 움직임을 저지하고 공 없이 움직일 때와 공을 동료에게 넘길 때 아군의 공격 시발점이 되기도 했다. 축구 선수로서의 역량 외에도, 그는 강인한 성격, 지도력, 괴팍함 그리고 경기에 임하면서의 헌신으로도 알려져 있다.
그는 경기장 전 영역을 담당할 수 있기에, 레알 마드리드 시절 동료였던 알프레도 디 스테파노는 델 솔에게 집배원이라는 별칭을 붙였다.

## 최후
2021년 6월 20일, 델 솔은 세비야에서 향년 86세로 영면에 들었다.

## 수상

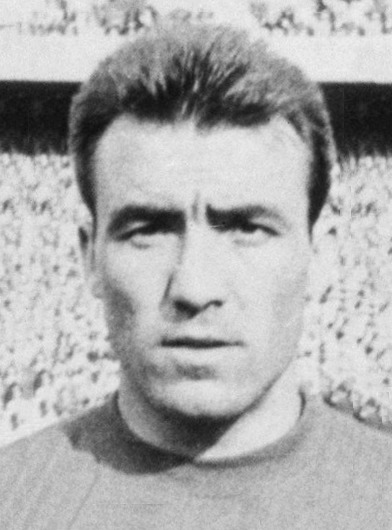
1962년의 루이스 델 솔

### 클럽
베티스
- 세군다 디비시온: 1957–58

레알 마드리드
- 라 리가: 1960–61, 1961–62
- 코파 델 헤네랄리시모: 1961–62
- 유러피언컵: 1959–60
- 인터콘티넨털컵: 1960

유벤투스
- 세리에 A: 1966–67
- 코파 이탈리아: 1964–65

로마
- 코파 안글로-이탈리아나: 1972

### 국가대표팀
스페인
- UEFA 유럽 축구 선수권 대회: 1964